# 得梅因鎮區 (愛荷華州傑佛遜縣)
得梅因鎮區（英語：Des Moines Township）是位於美國愛荷華州傑佛遜縣的一個行政鎮區。

## 地方資料
根據2010年美國人口普查的數據，得梅因鎮區的面積為95.31平方千米，當中陸地面積為95.25平方千米，而水域面積為0.06平方千米。當地共有人口333人，而人口密度為每平方千米3.49人。